# Nápolyi nemzetközi repülőtér
A Nápolyi nemzetközi repülőtér (IATA: NAP, ICAO: LIRN) Dél-Olaszország legnagyobb nemzetközi repülőtere. Nápoly Capodichino körzetében fekszik. Elérhető autópályán (A1) illetve tömegközlekedéssel (autóbusz). Tervezik, hogy 2011-re az 1-es metróvonalat meghosszabbítják a repülőtérig.
Két terminálja van: az 1-es terminált használják a menetrend szerinti járatok, míg a 2-es terminál a charterjáratok számára van fenntartva. Üzemeltetője a Gesac S.p.a., mely a BAA Group tagja (a Liszt Ferenc nemzetközi repülőteret is üzemeltető cég).
A nápolyi, Olaszország ötödik legforgalmasabb repülőtere, Dél-Olaszországon belül pedig a legforgalmasabb. Emellett az Easyjet, Ryanair és Volotea légitársaságok egyik bázisaként funkcionál.

## Légitársaságok és úticélok
| Légitársaság                  | Célállomások |
| ----------------------------- | --- |
| Aegean Airlines               | Athén |
| Aer Lingus                    | Szezonális: Dublin |
| AeroItalia                    | Szezonális: Forlì |
| Air Arabia Maroc              | Casablanca |
| Air Cairo                     | Hurghada (2023 március 26-tól), Sarm es-Sejk |
| Air France                    | Párizs–Charles de Gaulle |
| Air Malta                     | Szezonális: Málta (2023 március 27-től) |
| Air Serbia                    | Belgrád (2023 május 19-től) |
| airBaltic                     | Szezonális: Riga |
| AlbaStar                      | Trapani |
| Austrian Airlines             | Bécs |
| British Airways               | London–Heathrow |
| Brüsszel Airlines             | Szezonális: Brüsszel |
| easyJet                       | Amszterdam, Athén, Barcelona, Basel/Mulhouse, Berlin, Catania, Edinburgh, Genf, London–Gatwick, London–Luton, Lyon, Milánó–Malpensa, Nizza, Palermo, Párizs–Orly, Sarm es-Sejk, Tel-Aviv, Torino Szezonális: Bristol, Cagliari, Korfu, Dubrovnik, Ibiza, Kefaloniá, Kosz, Málta, Manchester, Menorca, Mikonosz, Olbia, Palma de Mallorca, Párizs–Charles de Gaulle, Rodosz, Szantorini, Szkíathosz, Split, Tenerife–South |
| Eurowings                     | Düsseldorf, Stuttgart Szezonális: Köln/Bonn, Hamburg |
| Finnair                       | Szezonális: Helsinki |
| flydubai                      | Dubai–International |
| Flyr                          | Szezonális: Oslo |
| Iberia Express                | Madrid |
| ITA Airways                   | Milánó–Linate, Róma–Fiumicino |
| Jet2.com                      | Szezonális: Birmingham, Bristol ( 25 May 2024), East Midlands ( 24 May 2024), Edinburgh, Glasgow, Leeds/Bradford, London–Stansted, Manchester |
| KLM                           | Amszterdam |
| Lufthansa                     | Frankfurt, München |
| Lübeck Air                    | Szezonális: Lübeck (2023 május 12-től) |
| Luxair                        | Luxembourg |
| Norwegian                     | Szezonális: Koppenhága (2023 június 22-től), Oslo |
| People's                      | Szezonális: St. Gallen/Altenrhein |
| Royal Air Maroc               | Casablanca |
| Ryanair                       | Alghero, Barcelona, Beauvais, Bergamo, Bukarest, Budapest, Cagliari, Catania, Charleroi, Dublin, Genova, Krakkó, Lisszabon, London–Luton, London–Stansted, Madrid, Málaga, Málta, Manchester, Marrákes, Marseille, Memmingen (2023 március 26-tól), Milánó–Malpensa, Nürnberg, Palermo, Palma de Mallorca, Prága, Sevilla, Szófia, Tallinn, Tel-Aviv, Tenerife–South, Toulouse, Trapani, Trieszt, Torino, Valencia, Velence, Verona, Bécs, Varsó–Modlin, Wroclaw, Zágráb Szezonális: Bordeaux, Haniá, Koppenhága, Korfu, Edinburgh, Eindhoven, Gdańsk (2023 március 26-tól), Kaunas, Menorca, Mikonosz, Páfosz (2023 május 3-tól), Rodosz, Szantorini, Shannon (2023 március 26-tól), Thessaloniki, Zákinthosz (2023 június 3-tól) |
| Scandinavian Airlines         | Szezonális: Koppenhága, Stockholm–Arlanda |
| Sun d'Or                      | Szezonális: Tel-Aviv |
| Swiss International Air Lines | Zürich |
| TAP Air Portugal              | Szezonális: Lisszabon |
| Transavia                     | Amszterdam, Párizs–Orly repülőtér |
| TUI Airways                   | Szezonális: Birmingham, Bristol, East Midlands, Glasgow, London–Gatwick, Manchester, Newcastle upon Tyne |
| Tunisair Express              | Tunisz |
| Turkish Airlines              | Isztambul |
| United Airlines               | Szezonális: Newark |
| Volotea                       | Cagliari, Catania, Genova, Palermo, Torino, Velence Szezonális: Aalborg, Bilbao, Heraklion, Kárpáthosz (2023 június 1-től), Kefaloniá, Lampedusa, Lourdes, Mikonosz, Nantes, Olbia, Pantelleria, Preveza/Lefkada, Rodosz, Szantorini, Szkíathosz, Zákinthosz |
| Vueling                       | Barcelona |
| Wizz Air                      | Abu-Dzabi, Bukarest, Budapest, Kolozsvár, Katowice, London–Gatwick, Milánó–Linate, Prága, Rijád (2023 április 18-tól), Sarm es-Sejk, Szófia, Tel-Aviv, Tirana (2023 július 3-tól), Torino, Velence, Bécs, Varsó–Chopin Szezonális: Korfu, Ibiza, Mikonosz, Szantorini, Szkíathosz |

## Forgalom
Az utasforgalom az elmúlt években az alábbi módon változott:
| Utasok száma | 4 136 508 | 4 132 874 | 4 588 695 | 5 775 838 | 5 584 114 | 5 801 836 | 6 163 188 | 8 577 507 | 2 779 946 | 10 918 234 |
|              | 2000      | 2002      | 2005      | 2007      | 2010      | 2012      | 2015      | 2017      | 2020      | 2022       |